# Pleotrichophorus parilis
Pleotrichophorus parilis är en insektsart som beskrevs av Corpuz-raros och Cook 1974. Pleotrichophorus parilis ingår i släktet Pleotrichophorus och familjen långrörsbladlöss. Inga underarter finns listade i Catalogue of Life.